# Balwiąg
Balwiąg (niem. Balwing See) – jezioro o powierzchni 11,2 ha, położone na zachód od wsi Bolity (obecnie Stare Bolity).